# 建设路街道 (长葛市)
建设路街道，是中华人民共和国河南省许昌市长葛市下辖的一个乡镇级行政单位。位于长葛市中西部，市政府驻于此地。

## 行政区划
建设路街道下辖以下地区：
建南社区、新华社区、行政区社区、康乐社区、桥南社区、王庄社区、贺庄社区、沟李社区和岗刘社区。